# Jesus
 For alternative betydninger, se Jesus (flertydig). (Se også artikler, som begynder med Jesus)
Jesus (hebraisk: יֵשׁוּע‬; født ca. 4 f.Kr., død ca. 30 e.Kr.), også kaldt Jesus af Nazaret eller Jesus Kristus, var en jødisk forkynder i det første århundrede evt. Han anses af kristne for at være Messias og Guds søn, og han er kristendommens centrale figur. Han er desuden en vigtig figur i islam, som anerkender ham som profet, men ikke som guddommelig.
Jesu liv og lære skildres i talrige dokumenter fra oldtiden, ofte kaldt evangelier. Af disse skrifter anerkendes Matthæusevangeliet, Markusevangeliet, Lukasevangeliet og Johannesevangeliet som troværdige og evt. guddommeligt inspirerede af størstedelen af de kristne kirkesamfund, og de indgår som sådan i Det Nye Testamentes kanon. Jesus fremstilles i disse evangelier som en jødisk forkynder, helbreder og udlægger af den jødiske lov (tora).
Jesus blev døbt af Johannes Døberen og korsfæstet i Jerusalem under den romerske præfekt Pontius Pilatus på baggrund af beskyldninger om landsforræderi og gudsbespottelse.
Bibelforskere af nyere dato strides om evangeliernes troværdighed og datering, hvorfor den historiske Jesus betragtes som noget andet end kristendommens forkyndelse af Jesus.
Kristne tror, at Jesus var Kristus (Messias), hvis komme ifølge dem var forudsagt i Det Gamle Testamente. De tror desuden, at Jesus opstod fra de døde efter sin korsfæstelse. De tror endvidere, at Jesus var guddommelig. I Det Nye Testamente kaldes han "Guds søn", "Guds ord" og "verdens lys". Senere kristen teologi betragter Jesus som Guds inkarnation og som en af treenighedens tre personer.
Jødedommen anser ikke Jesus for at være Messias og afviser, at han var guddommelig. Islam afviser ligeledes, at han var guddommelig, men anerkender ham som en central profet, og han har en fremtrædende rolle i Koranen.

## Etymologi
Navnet 'Jesus' er den latinske omskrivning af det græske 'Iēsous' (Ἰησοῦς), som er afledt af det aramæiske 'Yeshua'. 'Yeshua' er en alternativ form af 'Josva', som er en forkortelse af det hebræiske 'Yehoshua' (יהושע), som betyder ”Jahve er frelse” eller "Jahve frelser".
Jødisk navneskik i Jesu samtid inkluderede ikke efternavne i moderne forstand, og man henviste i stedet til personer med patronymer eller toponymer. Jesus kaldes derfor ofte "Jesus af Nazaret", "Jesus, Marias søn" eller "Jesus Kristus". Begrebet nazaræer refererede til kristne i en periode før kristningen af Romerriget.
'Kristus' er en fordanskning af den latinske form af det græske 'Christós' (Χριστός). 'Christós' er den græske oversættelse af det hebræiske ord ”māshiaḥ” (מָשִׁיחַ; fordansket messias), der betyder 'den salvede'. Messiastitlen var en kongetitel, der refererer til den antikke praksis salving, som indebærer at man smører olie, evt. med vellugtende parfume, på kroppen eller hovedet. Mere specifikt refererer det til kongesalving, som i Det Gamle Testamente var et ritual til indsættelse af konger. Jødedommen på Jesu samtid forventede under indflydelse af de gammeltestamentlige profeter og senjødisk apokalyptik en mytisk skikkelse, Messias, som skulle befri Judæa fra romersk besættelse og genindføre Davidslægtens dynasti - enten mirakuløst, eller ved voldelig opstand. Det er denne skikkelse, Jesus identificeres med, når han kaldes Kristus. Der var på Jesu tid flere messiasprætendenter (i kristen terminologi kaldet antikrister), og flere nutidige jødiske grupperinger forventer fortsat Messias' komme.
På dansk kasusbøjes navnet Jesus uregelmæssigt. Det skyldes at det stadig er almindeligt at de latinske genitivformer af Jesus og Kristus, f.eks. Kristi fødsel eller Jesu navn. I ældre danske tekster (f.eks. salmer) møder man tillige andre latinske kasus, f.eks. vokativ (Mægtigste Kriste!) og akkusativ (Jesum Christum).

## Kronologi
Den kristne tidsregning er baseret på Jesu formodede fødselsår, der i 525 blev udtænkt af den østromerske munk Dionysius Exiguus (ca. 470 - ca. 544), men som først blev almindeligt brugt i 800-tallet. Jesu fødselsår blev fastlagt til at være i år 1 ”før Kristi fødsel” (f.Kr.) (den 25. december). Det umiddelbart følgende år blev fastlagt til at være år 1 ”efter Kristi fødsel” (e.Kr.). Der findes således ikke noget udstrakt ”år 0”. Udtrykket "år 0" skal altså forstås som punktet (tidspunktet) mellem år 1 f.Kr. og år 1 e.Kr.
Det er ikke muligt at tidsfæste Jesu fødsel, og evangeliernes oplysninger er modstridende. Ifølge Matthæusevangeliet (Matt 2,1-18) blev Jesus født i Herodes den Stores regeringsperiode, fra 37 f.Kr. til 4 f.Kr. Lukasevangeliet lader derimod Jesu fødsel falde sammen med Quirinius' folketælling (Luk 2,1-7) i år 6 e.Kr., altså ti år efter Herodes' regeringstid. Derfor må en af tidsangivelserne være forkert.
Jesus begyndte sit virke omkring Johannes Døberens død, og han var da ifølge Lukasevangeliet omkring 30 år. Johannes Døberen menes at være henrettet engang årene 28-32 og under alle omstændigheder før år 36.
I øvrigt skrives i Johannesevangeliet, at Jesus endnu ikke var fyldt halvtreds år (Joh 8,57), hvilket kan tolkes som at han var i fyrrerne, mens kirkefaderen Irenæus hævder, at Jesus blev over halvtreds år. Markus, Matthæus og Lukas nævner ikke andre påsker i Jesu liv end den, hvor han blev korsfæstet, hvorimod Johannes nævner tre påsker under Jesu aktive virke.
Jesus døde, mens Pontius Pilatus var præfekt over Judæa i årene 26-36.

## Jesu liv ifølge evangelierne

### Fødsel, barndom og familie
Det er hovedsageligt Matthæusevangeliet og Lukasevangeliet, der beretter om Jesu barndom og liv, og de to evangelister beretter om forskellige hændelser i forbindelse med hans fødsel. De fortæller dog begge, at Jesus fra Nazaret blev født i Betlehem, som ligger syd for Jerusalem, af Maria, der havde undfanget ham ved Helligånden. Fødslen skulle ifølge Mattæus være sket senest år 4 f.Kr. og ifølge Lukas i år 6 e.Kr. Marias mand hed Josef, og han tog Jesus til sig som sin søn.
Lukasevangeliet beretter, at der den nat, da Jesus blev født, kom hyrder på besøg, da de af en engel havde hørt om hans fødsel og havde fået forkyndt, at dette barn "var Kristus, Herren". (Luk 2,11) Matthæusevaangeliet fortæller derimod om, hvordan et ukendt antal vismænd kom fra Østerland i et af Jesu første leveår. Vismændene kom for at tilbede ham og give ham gaver. De var kommet efter at have opdaget en ny stjerne eller stjernekonjunktion, der varslede, at en jødisk konge var født. I et ønske om at dræbe det nyfødte kongebarn foranstaltede Herodes et barnemord i Betlehem på alle drengebørn op til to år; men Josef blev advaret af en engel og nåede at flygte til Egypten med sin familie. Jesus levede de første år af sit liv i Egypten som flygtning. Efter kongens død bosatte hans forældre sig i Nazaret (deraf navnet), hvor han blev uddannet tømrer Også Lukas beretter - dog uden at nævne Egypten - at Jesus` forældre tog tilbage til Nazareth med ham.
Fortællinger om Jesus' tidlige barndom er meget sparsomme i de kanoniske evangelier; men Lukas beretter, at Jesus rejste med sine forældre til en valfartsfest i Jerusalem, da han var tolv år gammel. Her overraskede han de jødiske skriftkloge med sin viden om skrifterne.
Dog har også flere af de apokryfe evangelier beretninger om hans barndom. Bl.a. fortælles det i Thomas’ Barndomsevangelium, hvordan han gør nogle lerfugle levende og får dem til at flyve, ligesom Pseudo-Matthæus giver en detaljeret beskrivelse af flugten til Egypten.
Jesus var bror til Jakob, Joses/Josef, Simon og Judas og havde mindst tre søstre. Lukas nævner, at Elisabeth var en slægtning til Maria, og dermed må Johannes Døberen have været en slags grandfætter til Jesus. Desuden nævner Johannesevangeliet en søster til Jesu mor, der hedder Maria.

### Jesu virke
Jesus begyndte som 30-årig i Galilæa og virkede derefter i Judæa. Markus ordner sit evangelium geografisk med Jesu dåb, hans virke i Galilæa, hans rejse gennem Judæa til Jerusalem, hvor han bliver henrettet. Matthæus og Lukas følger denne struktur, men tilføjer yderligere materiale, mens Johannesevangeliet er helt anderledes organiseret.
Dåben modtog Jesus af Johannes Døberen ved Jordanfloden, hvor Helligånden kom over ham i skikkelse af en due. Derefter drog han ud i ørkenen og blev fristet af Djævelen.
Det første mirakel, der berettes om, er underet i Kana, hvor Jesus forvandlede vand til vin. Derefter gik han fra by til by og udlagde skrifterne i synagogerne og helbredte dem, der kom til ham. Jesus´ helbredelser var meget forskellige og dækkede alt fra helbredelse af almindelig feber til helbredelse af spedalskhed, til dæmonuddrivelse og dødeopvækkelse. Helbredelserne var et tegn til skarerne om, at Guds rige var kommet til dem. Ud over helbredelserne gjorde Jesus også andre overnaturlige ting, som at gå på vandet og at bespise 5.000 mand med fem brød og to fisk.
Selv om store skarer fulgte ham på grund af miraklerne og hans lære, brugte han ofte meget tid væk fra folkeskarerne for at være sammen med sit følge, som han oplærte. Disse tilhængere blev kaldt disciple, også kaldt apostle, og blandt dem udvalgte Jesus sig tolv, som på en særlig måde var omkring ham og blev oplært af ham.
Jesus brugte også meget tid sammen med samfundets udstødte. Det beklagede mange sig over, og Jesu svar må ses som den helt grundlæggende måde, hvorpå han betragtede sig selv og sit virke: ”De raske har ikke brug for læge, det har de syge. Jeg er ikke kommet for at kalde retfærdige, men syndere.” (Mark 2,17) Jesus var lægen, som var kommet for at hjælpe, helbrede, og elske dem, som havde brug for ham. Han var kommet til syndere, og derfor brugte han tiden sammen med mennesker som Zakæus , Maria Magdalene  og andre af de såkaldt "toldere og syndere". 

### Jesu sidste uge i Jerusalem
I den sidste uge af sit liv drog Jesus ind i Jerusalem i anledning af påskefesten, ridende på et æsel, som en opfyldelse af en profeti fra profeten Zakarias' Bog. Han blev hyldet af befolkningen som den ventede Messias, men det gjorde blot de jødiske myndigheder endnu mere besluttet på at dræbe ham, før han blev for populær. De næste fem dage fra søndag til torsdag bar præg af stigende spændinger og konfrontationer mellem ypperstepræsterne og de skriftkloge på den ene side og Jesus på den anden side. Dog turde de ikke anholde Jesus på grund af folkemængden, men da Judas Iskariot, en af de tolv apostle, besluttede sig for at forråde Jesus, så de deres chance for at pågribe ham.
Derefter prøvede Judas at finde et tidspunkt, hvor det ville være muligt at pågribe Jesus. Det kom, da Jesus holdt påskemåltidet med sine disciple. Det var skærtorsdag aften, hvor Jesus indstiftede nadveren. Ifølge Johannesevangeliet var det også denne aften, Jesus holdt sin lange tale om Helligånden, den længste tale i evangelierne. Da Jesus med sine apostle begav sig ud til Gethsemane have, fulgte Judas ham med soldater og vagter, og de anholdt ham. Før anholdelsen fortæller evangelierne om Jesu kamp i Gethsemane mod sin egen angst for den kommende lidelse. Jesus bad Gud tage dette "bæger" (denne lidelse) fra ham, men tilføjede: "Dog ske ikke min vilje, men din" (Luk 22,42). På den måde viser evangelierne, at det var Guds vilje, at Jesus skulle dø. Han skulle være det Guds lam, der bærer verdens synd (Joh 1,29).
Efter arrestationen blev Jesus ført til ypperstepræsterne, og Det Øverste Råd dømte ham til døden for gudsbespottelse. På grund af den romerske besættelse havde jøderne ikke ret til at idømme dødsstraf og var nødt til at fremvise Jesus for Pilatus. Nu blev han anklaget for oprør, da han jo som Messias hævdede at være konge. Pilatus anså ham dog ikke for at være skyldig, men efter længere tids pres fra Rådet og råb fra folkeskarerne overgav Pilatus ham til korsfæstelse. Jesus blev ført ud og blev korsfæstet på den høj, der kaldes Golgata, og som lå lige uden for bymuren. Jesu blev spottet af forbipasserende, men fra den sjette time til den niende (ca. fra kl. 12 til kl. 15) blev der mørkt. Ifølge Matthæus kom der i forbindelse med Jesu død et jordskælv, så grave sprang op, døde blev levende, og forhænget i templet revnede. Matthæus viser dermed Jesu død som en død, der giver liv til mange.
Dette skete langfredag. Jesus blev lagt i en grav tilhørende Josef fra Arimatæa, og en stor sten blev væltet for graven.

### Jesu opstandelse og himmelfart
På tredjedagen - på ugens første dag (søndag) - opstod Jesus ifølge de fire evangelier. Nogle kvinder så som de første den tomme grav, men de og disciplene så det ikke som et tegn på opstandelse. Jesus viste sig for dem samme dag og viste, at han var opstået, og forklarede dem ud fra skrifterne, at det var forudsagt, at han skulle dø og opstå (Luk 24,44-46). I de næste 40 dage vandrede han sammen med dem på jorden, mens han udlagde skrifterne for sine efterfølgere. Derefter steg han til himmels efter at have velsignet dem. Kristi himmelfart skete fra Oliebjerget, der ligger lige uden for Jerusalem, hvorfra nogle engle lovede, at Jesus skulle komme tilbage på samme måde. Derfor var forventningen om Jesu genkomst også helt central i apostlenes forkyndelse og er i dag en del af kristnes trosbekendelse om Jesus, der er nært knyttet sammen med forventningen om den nye jord, hvor fred og harmoni skal regere.

## Jesu lære ifølge evangelierne
Jesus´ budskab bliver i evangelierne samlet i en enkelt sætning: "Tiden er inde, Guds rige er kommet nær, omvend jer og tro på evangeliet" (Mark 1,14). Der er nedfældet en lang række lignelser og taler, som Jesus ifølge evangelierne har holdt.
Særlig kendt er Bjergprædikenen, hvori saligprisningerne, fadervor og den gyldne regel optræder. Desuden findes her Jesus´ nye fortolkning af Moseloven og hans tale mod mammon og dømmesyge.
Derudover findes der i evangelierne lignelser, der ofte beskriver Guds rige ud fra dagligdags billeder som et sædekorn, der bliver sået i jorden, noget der vokser op - eller bliver kvalt af tidsler. Andre billeder er et sennepsfrø, hyrder, bryllupper, vinbønder og andre hverdagsrelaterede emner. Lukasevangeliet har desuden en række længere og berømte lignelser om den fortabte søn, den barmhjertige samaritaner og farisæeren og tolderen i templet.
Jesus var ofte i konfrontationer med andre jødiske grupper, især farisæerne og de skriftkloge, men også saddukæerne og herodianerne. Jesus anklagede dem for hykleri, ubarmhjertighed og forstokkethed. Anden undervisning var møntet på hans disciple. Her talte han om kommende hårde vilkår, om udholdenhed, om at være alles tjenere, om tidernes ende, mv.
Jesus benægtede ikke, at han var Messias/Kristus, den levende Guds enbårne søn, over for sine disciple. Men han var forsigtig med at udtale sig om det til den brede folkeskare. Det kan skyldes, at han så deres forventninger om Messias som fejlagtige. Jesus var ikke en sejrende Messias, men en lidende Messias. Derfor begyndte han også at lære sine disciple om sin lidelse, død og opstandelse, straks efter at Peter havde bekendt sin tro på ham som Messias.
I det hele taget var Jesus´ lære om sig selv præget af billedet af ham som den lidende Kristus. Han var kommet for at tjene og give sit liv som løsesum for mange. Særligt Johannesevangeliet er fyldt med undervisning om Jesu person. Her kalder Jesus sig selv ”det levende brød”, ”den gode hyrde”, ”opstandelsen og livet”, ”verdens lys”, "det sande vintræ", og han siger, at han er ”Guds enbårne søn, som Gud sendte til verden, for at enhver, som tror på ham, ikke skal fortabes, men have evigt liv” .
Efter Jesus´ opstandelse bar hans undervisning præg af, at han måtte forklare sine disciple betydningen af sin opstandelse, og hvordan den var en opfyldelse af Det Gamle Testamentes skrifter. Derudover fik disciplene nu den opgave at være vidner i hele verden om hans død og opstandelse samt hans lære. En opgave som kristne siden har videreført i form af mission.

### Jesu syn på Moseloven
Jesus forkastede ikke Moseloven, men han understregede, at det vigtigste i Moseloven er den overordnede hensigt eller den overordnede tankegang, der ligger bag den (lovens ånd). Det vigtigste er ikke de mange bud, der forbyder eller påbyder bestemte ydre gerninger (lovens bogstav). Lovens ånd påbyder at handle af et godt hjerte mod sin næste: at vise kærlighed, barmhjertighed, tilgivelse, ydmyghed og tro. Lovens bogstav forbyder eller påbyder at gøre bestemte ydre gerninger. Lovens bogstav forbyder for eksempel at arbejde på sabbatten (2. Mosebog 20,10; jævnfør Matthæusevangeliet 12,1-2).
Her er nogle citater af Jesus, der illustrerer hans syn på Moseloven: ”Ve jer, skriftkloge og farisæere, I hyklere! I giver tiende af mynte, dild og kommen, men I forsømmer det i loven, der vejer tungere, ret og barmhjertighed og troskab.” (Matthæusevangeliet, 23,23) ”Barmhjertighed ønsker jeg, ikke slagtoffer.” (Matthæusevangeliet, 12,7) ”Sabbatten blev til for menneskets skyld, og ikke mennesket for sabbattens skyld.” (Markusevangeliet, 2,27)

### Retfærdighed
Jesus bruger ordet ”retfærdighed” i betydningen ”moralsk godhed” eller ”moralsk fuldkommenhed”. Tilsvarende bruger han ordet ”retfærdig” om det menneske, der er moralsk god.
Den sande retfærdighed er ifølge Jesus den, der findes i menneskers indre, i deres tanker, følelser og vilje – ikke i de ydre gerninger, de gør. Mennesker skal gøre gode gerninger. Men det afgørende i de gode gerninger er det, der sker i det indre - ikke det, der sker i det ydre. Det vigtigste er det, der sker i ”hjertet”, som er sædet for tanker, følelser og vilje, menneskets centrum. I hjertet viser mennesket sig, som det virkelig er. Fra hjertet udgår for eksempel onde tanker og bespottelser – eller kærlighed og tilgivelse (Matthæusevangeliet 15,18-20 og 18,35). Det er vigtigere at forlige sig med sin næste (”broder”), hvis man er blevet uvenner med ham, end at bringe en gave til alteret i templet: ”Når du derfor bringer din gave til alteret og dér kommer i tanker om, at din broder har noget imod dig, så lad din gave blive ved alteret og gå først hen og forlig dig med din broder; så kan du komme og bringe din gave.” (Matthæusevangeliet, 5,24)
Jesus var som sagt ofte i konfrontationer med farisæerne og de skriftkloge, som han anklagede for hykleri. Han kritiserede dem for at lægge for meget vægt på det, der sker i det ydre, og for lidt vægt på det, der sker i det indre: ”Hyklere! Esajas profeterede rigtigt om jer, da han sagde: ’Dette folk ærer mig med læberne, men deres hjerte er langt borte fra mig.’ ” (Matthæusevangeliet, 15,7-8)

### De første og de sidste
Modsætningen mellem det ydre og det indre optræder også i forbindelse med Jesus´ tale om ”de første” og ”de sidste”. ”De første” er de skriftkloge og farisæerne. Det er den religiøse elite – dem der har kendskab til Moseloven, og som kan udlægge den. ”De sidste” er den religiøse underklasse – dem der ikke har kendskab til Moseloven, og som derfor ikke kan udlægge den.
Jesus brugte som sagt meget tid sammen med samfundets udstødte, ”de sidste”. I sin forkyndelse udviser han en særlig interesse og omsorg for dem. Han siger blandt andet: ”De raske har ikke brug for læge, det har de syge. … Jeg er ikke kommet for at kalde retfærdige, men syndere.” (Matthæusevangeliet 9,12-13) ”… Menneskesønnen er kommet for at opsøge og frelse det fortabte.” (Lukasevangeliet, 19,10) ”Salige er I, som er fattige, for for Guds rige er jeres. Salige er I, som sulter nu, for I skal mættes. Salige er I, som græder nu, for I skal le.” (Lukasevangeliet, 6,20-21)
Jesus ser altså sin mission som særligt rettet mod de sidste. For det er dem, der har brug for hjælp. Som han siger: ”Hvis en mand har hundrede får, og ét af dem farer vild, lader han så ikke de nioghalvfems blive i bjergene og går ud og leder efter det vildfarne? Og lykkes det ham at finde det, sandelig siger jeg jer, han glæder sig mere over det end over de nioghalvfems, der ikke fór vild. Således er det jeres himmelske faders vilje, at ikke en eneste af disse små skal gå fortabt.” (Matthæusevangeliet, 18,12-14)
Med hensyn til Jesus´ syn på ”de første” er der en vis uklarhed. Ifølge de ovennævnte citater er det tilsyneladende hans opfattelse, at denne gruppe ikke har brug for en særlig omsorg fra Guds side. For de er jo allerede retfærdige. Denne opfattelse støttes af lignelsen om den fortabte søn (Lukasevangeliet, 15,11-32), som slutter med, at faderen siger til den ældste søn, der er utilfreds med, at den yngste, fortabte søn, der er vendt tilbage, bliver modtaget med fest og et overdådigt måltid med slagtning af fedekalven: ”Mit barn, du er altid hos mig, og alt mit er dit. Men nu burde vi feste og være glade, for din bror her var død, men er blevet levende igen, han var fortabt, men er blevet fundet.” (Lukasevangeliet, 15,31-32)
På den anden side fremkommer Jesus med flere udsagn, der ”vender om” på den umiddelbare religiøse og moralske rangorden: ”Sådan skal de sidste blive de første, og de første de sidste.” (Matthæusevangeliet, 20,16) ”For enhver, som ophøjer sig selv, skal ydmyges, og den, der ydmyger sig selv, skal ophøjes.” (Lukasevangeliet, 18,14) I sidste ende vil det vise sig, at de sidste i virkeligheden er mere retfærdige end de første. For de sidste har et godt hjerte bag det, de gør. De har ydmyghed og tro. (Lukasevangeliet, 18,14 og Matthæusevangeliet, 21,32) De tror på Gud og hans repræsentanter (Johannes Døber, Jesus). Herved har de en højere retfærdighed end de skriftkloges og farisæernes retfærdighed. Til ypperstepræsterne og de ældste i Jerusalem siger Jesus: ”Toldere og skøger skal gå ind i Guds rige før jer. For Johannes kom til jer og lærte jer vejen til retfærdighed, og I troede ham ikke, men toldere og skøger troede ham.” (Matthæusevangeliet, 21,31-32)
Hvordan Jesus’ udsagn om ”de første” end skal forstås, så står det under alle omstændigheder fast, at han udviser en særlig omsorg for ”de sidste”.

## Den historiske Jesus
Alt, hvad der er sagt om Jesus i det foregående, er sagt ud fra evangeliernes fremstilling af ham. Det har imidlertid vist sig, at evangelierne ikke altid giver en historisk pålidelig fremstilling af Jesus. Evangelierne er næppe heller ment som en historisk korrekt fremstilling af Jesu liv, men snarere som en forkyndelse af Jesus som Kristus (Messias). Karakteristisk i den henseende er Johannesevangeliets ord: ”Men dette er skrevet, for at I skal tro, at Jesus er Kristus, Guds søn, og for at I, når I tror, skal have liv i hans navn.” 
Man har således i nyere Jesusforskning skelnet mellem kirkens Kristus og den historiske Jesus. Heri ligger, at den Jesus, som evangelierne og den kristne kirke tegner, er forskellig fra Jesus, som han virkelig var som historisk person. Man har således prøvet at finde den historiske Jesus bag den "overmaling", som kirken havde foretaget.
Hvem den egentlige historiske Jesus var, er imidlertid usikkert. Opfattelsen af evangeliernes pålidelighed som kilde til viden om den historiske Jesus er vidt forskellig. Nogle regner evangelierne for at være fuldt pålidelige vidnesbyrd om den historiske Jesus, mens andre regner dem for at være religiøse skrifter, der uden nogen forankring i den historiske Jesus. Ud over evangelierne har vi en række kilder, der nævner Jesus, men da det ikke kan vides med sikkerhed, hvor forfatterne har deres viden fra, er heller ikke disse kilder pålidelige.
Det skal dog nævnes, at stort set alle forskere er enige om, at der har eksisteret en historisk Jesus, som levede i begyndelsen af det 1. århundrede. Derimod er forskerne meget uenige om, hvilke af de episoder, der er beskrevet i de bibelske beretninger, der faktisk har fundet sted.
Studiet af den historiske Jesus begyndte for alvor i oplysningstiden i 1700-tallet. Her begyndte man at læse de bibelske beretninger uden troens fortegn. I stedet for troen satte man fornuften som den højeste dommer. Banebrydende var den tyske orientalist Hermann Samuel Reimarus (1694-1768).
I 1800-tallet udviklede forskningen i den historiske Jesus sig yderligere. Den liberale teologis forskning i Jesu liv tegnede et billede af Jesus, som var i overensstemmelse med tidens kulturoptimistiske og moralsk bestemte kristendomsopfattelse. Man interesserede sig for Jesu indre udvikling og religiøse personlighed. Man så ham som den store personlighed og den store visdomslærer.
Et vigtigt nybrud skete med Johannes Weiss (1863-1914) og Albert Schweitzer (1875-1965) omkring år 1900. De stillede sig kritisk over for den liberale teologis Jesusforskning. Et epokegørende værk var Albert Schweitzers Jagten på den historiske Jesus (Originaltitel: Von Reimarus zu Wrede) fra 1906. Her viste han, at alle forskere, der havde forsøgt at skrive en Jesusbiografi, skildrede Jesus i deres eget billede og ud fra deres egen tids forudsætninger. Hver forsker fandt sine egne tanker i Jesus. Man havde forstået Jesus ud fra sin egen tids forudsætninger og ikke ud fra Jesu tids forudsætninger. Schweitzer ønskede at forstå Jesus ud fra hans tids forudsætninger og kom herved frem til, at Jesus var en eskatologisk profet: Han forventede, at de sidste tider, dommedag og Guds rige var nært forestående.

### Jesus som en jødisk apokalyptisk profet
I dag er flertallet af nytestamentlige forskere enige om, at Jesus bedst lader sig forstå som en jødisk apokalyptisk profet: Jesus lærte om de sidste tider, verdens undergang, dommedag og fremkomsten af en ny verden, og han lærte, at disse begivenheder var nært forestående. Han forventede, at verdenshistorien, som han kendte den, ville standse brat op, at Gud ville blande sig i denne verdens anliggender, gøre en ende på de onde magter i en omfattende dom, og afskaffe de eksisterende politiske og religiøse institutioner. Israels Gud stod lige foran at udøve sin vældige magt og styrte verden i grus, men samtidig ville han frelse sit folk. Alt dette ville være optakten til en ny verdensorden: Gudsriget. Jesus forventede, at denne dramatiske afslutning på historien ville ske i hans disciples levetid. Han sagde ligeud, at nogle af dem, der lyttede til ham, ville være i live, når det skete.
I Markusevangeliet, der er det ældste evangelium og dermed det evangelium, der er tættest på den historiske Jesus, optræder disse forestillinger i følgende udsagn af Jesus:
”For den, der skammer sig ved mig og mine ord i denne utro og syndige slægt, skal menneskesønnen skamme sig ved, når han kommer i sin faders herlighed sammen med de hellige engle … Sandelig siger jeg jer: Nogle af dem, der står her, skal ikke smage døden, før de ser, at Guds rige er kommet med kraft.” 
”Men i de dage efter denne trængsel skal solen formørkes og månen ikke skinne og stjernerne falde ned fra himlen og kræfterne i himlen rystes. Og da skal de se Menneskesønnen komme i skyerne med megen magt og herlighed. Og da skal han sende englene ud, og han skal samle sine udvalgte fra de fire verdenshjørner, fra jordens yderste grænse til himlens yderste grænse. Lær denne lignelse af figentræet: Når dets grene bliver bløde og får blade, ved I, at sommeren er nær. Sådan skal I også vide, når I ser dette ske, at han står lige for døren. Sandelig siger jeg jer: Denne slægt skal ikke forgå, før alt dette sker.” 
De fleste nytestamentlige forskere mener, at Jesus historisk set var en jøde i religiøs forstand, at han forblev en jøde, og ikke havde til hensigt at bryde med jødedommen, men kun at reformere den. Jesus var en af den tids mange jødiske profeter, der troede, at Gud snart ville gribe ind i denne verden, styrte de onde magter, der styrede den, og oprette et nyt rige, hvor der ikke længere ville være krig, sygdom, katastrofer, frustration, had, synd eller død. Blandt de jødiske apokalyptiske profeter var Johannes Døber, Retfærdighedens Lærer, Judas Galilæer, Theudas og Jesus Ananiassøn. Det var i den forbindelse almindeligt at tro, at der ville komme en dommens dag for alle mennesker. De, der var forblevet tro mod Gud, ville blive belønnet og ført ind i hans evige rige. De andre ville få en skæbne med ”evig afsky” Ifølge disse apokalyptiske profeter ville oprettelsen af riget ske meget snart. De mente, Gud havde åbenbaret historiens gang for dem, og at enden stod lige for døren.
Disse apokalyptiske træk ses for eksempel hos Johannes Døber:
”I de dage træder Johannes Døber frem og prædiker i Judæas ørken: ’Omvend jer, for himmeriget er kommet nær.’ … Men da han så, at mange af farisæerne og saddukæerne kom for at blive døbt af ham, sagde han til dem: ’Øgleyngel, hvem har bildt jer ind, at I kan flygte fra den kommende vrede? Så bær da den frugt, som omvendelsen kræver … Øksen ligger allerede ved træernes rod, og hvert træ, som ikke bærer god frugt, hugges om og kastes i ilden.’ ”

### Udviklingen fra Jesu forkyndelse til kristendommen
Hvis Jesus var en jødisk apokalyptisk profet, så var den kristendom, der udviklede sig efter hans død, ret forskellig fra den religion, han selv forkyndte. Kristendommen er en religion, der bygger på den tro, at Jesus døde for menneskenes synders skyld, og at han opstod fra de døde. Men det lader til, at det ikke var den religion, Jesus forkyndte for jøderne i Palæstina.
For historikeren begynder kristendommen efter Jesu død: Den begynder med troen på Jesu opstandelse. Det er et historisk faktum, at nogle af Jesu tilhængere begyndte at tro, at han var blevet oprejst fra de døde. Samtidig skete der en ophøjelse af Jesus fra at være menneskelig til at være Gud.
Opkomsten af den selvstændige religion – kristendommen - hænger sammen med, at der i Jesus-bevægelsen skete en stadig større afstandtagen fra jødedommen. Jesus blev ikke set som en profet eller som en konge i det rige, der skulle komme. Han blev i højere grad set som en åndelig frelser: Han havde ved sin død og opstandelse skaffet menneskene åndelig frelse. Han blev i højere grad set som guddommelig, ja ligefrem som Gud selv. Og dét stred mod jødedommens lære om den ene Gud, som er højt ophøjet over menneskene. I Johannesevangeliet, som er det yngste evangelium og dermed det evangelium, der er fjernest fra den historiske Jesus, er der sket en sådan udvikling. Her er Jesus citeret for følgende udsagn:
”Jeg og Faderen er ét” (Joh. 10,30)
”Den, der har set mig, har set Faderen.” (Joh. 14,9)
De fleste nytestamentlige forskere mener, at disse udsagn er lagt i munden på Jesus af en senere tid, hvor man havde udviklet en teologi, der gjorde Jesus til Gud. Denne teologi kulminerede med treenighedslæren: Gud er ét væsen, der indeholder tre personer: Faderen, Sønnen og Helligånden. I de tre ældste evangelier, som er tættere på den historiske Jesus, nævnes der derimod intetsteds noget om, at Jesus er Gud.
Johannesevangeliet indeholder således en mere udviklet lære om Jesus end den, der findes i de øvrige evangelier. Johannesevangeliet lærer desuden, at Jesus havde en præeksistens: Han levede før sin fødsel på jorden som et åndeligt væsen i himlen, og han var medvirkende ved skabelsen af verden. Heller ikke dette træk findes i de ældste evangelier.

## Overnaturlige hændelser i den evangeliske fremstilling af Jesus
Evangeliernes beretninger understreger, at der er noget guddommeligt og overnaturligt ved Jesus, og fortællingerne finder her et sammenligningsgrundlag i klassiske mytologiske fortællinger, nok tydeligst ved skildringen af undfangelsen og opstandelsen.

### Den overnaturlige undfangelse
I Mattæusevangeliet og Lukasevangeliet berettes det, at Jesus blev undfanget ved Helligånden. I Lukasevangeliet fortælles det, at en engel viste sig for Maria og sagde, at hun skulle føde en søn, som skulle blive stor og kaldes den Højestes søn. Da Maria spørger englen, hvordan det kan gå til, da hun jo aldrig har været sammen med en mand, svarer englen: ”Helligånden skal komme over dig, og den højestes kraft skal overskygge dig. Derfor skal det barn, der bliver født, også kaldes helligt, Guds søn.”  Den overnaturlige undfangelse ses altså som et tegn på Guds underfulde indgriben.
Også i andre religioner optræder den overnaturlige undfangelse. Om Gautama Buddha (ca. 563 f.Kr. - 483 f.Kr.), stifteren af buddhismen, fortælles det, at hans mor, dronning Maya, engang drømte, at hun før undfangelsen blev badet af fire kvinder for at rense hende for enhver besmittelse, og at undfangelsen skete ved, at Buddha trængte ind i hendes højre side og ind i hendes livmoder. Drømmen blev af præster fortolket på den måde, at en hellig ånd var steget ind i dronning Mayas skød, og at hendes søn enten ville blive en verdenshersker eller en oplyst mester.
Alexander den Store (356 f.Kr. - 323 f.Kr.) var konge af Makedonien og en af verdenshistoriens største hærførere. Også han var omgærdet af mytiske fortællinger og symboler. Ifølge den græsk-romerske forfatter Plutarch (ca. 45 - 120 e.Kr. ) påstod hans mor Olympias, at han var søn af selveste Zeus og derfor en halvgud, og at Zeus i form af en slange havde befrugtet hende.
Augustus (63 f.Kr. – 19. august 14 e.Kr.) var en af de store romerske kejsere. Han regerede fra 31 f.Kr. til 14 e.Kr. og blev efter sin død ophøjet til gud. Den romerske historiker Sveton (ca. 70 – 130) refererer et sted en af de historier, der fortælles om hans guddommelige herkomst: at guden Apollon i form af en slange udførte befrugtningen af hans mor Atia.

### Mytiske elementer omkring Jesus´ død
I forbindelse med Jesus´ død optræder der ligeledes mytiske elementer, som har paralleller i andre religioner. Det fortælles, at der midt på dagen blev mørke over hele landet i tre timer umiddelbart før han døde. Da han døde, flængedes forhænget i templet i to dele, fra øverst til nederst. Jorden skælvede, og klipperne revnede.
Ligeledes fortælles det, at der i forbindelse med Jesus´ opstandelse kom et kraftigt jordskælv. Hans krop forsvandt fra graven, og han viste sig senere synligt for sine disciple. Den krop, han viste sig med, var dog anderledes end hans jordiske, fysiske krop. Det var en krop, der pludselig kunne vise sig for øjnene af disciplene og lige så pludseligt kunne forsvinde. Kroppen havde fået overnaturlige egenskaber – et tegn på, at Jesus var guddommelig. Kroppen kunne materialisere sig som en helt igennem fysisk krop, der havde fysiske egenskaber. Jesus opfordrede den tvivlende Thomas til at stikke sin finger i naglemærkerne i hans hænder og stikke sin hånd i hans side. Den opstandne Jesus kunne tilmed spise et stykke stegt fisk.
Denne særlige krop steg til sidst op i luften, til himlen (himmelfarten): ”Da han havde sagt dette, blev han løftet op, mens de så på det, og en sky tog ham bort fra deres øjne.” 

#### Det manglende lig
Alle de ovennævnte elementer – stærke naturkræfters rasen, det manglende lig, den forvandlede krop - optræder i græsk og romersk litteratur som tegn på, at heroen (helten) er blevet guddommeliggjort.
Der er mange eksempler på temaet det manglende lig. Den græsk-romerske forfatter Plutarch (45 – 120 e.Kr.) refererer en kendt fortælling om kong Numa, der ifølge myten efterfulgte Roms første konge, Romulus, på tronen. Om Numa fortælles det, at han efter sin død blev placeret i en stenkiste og blev begravet på Janiculumhøjen i Rom. Mange år senere kom der et stort regnskyl, og strømmen skyllede jorden væk og afslørede Numas kiste. Men da låget blev fjernet, var kisten tom – der var intet lig i den. Dette fænomen blev tolket som et tegn på, at Numa var blevet guddommeliggjort. Kun en guddommeliggjort krop kunne have undsluppet den lukkede stenkiste.
Den græske forfatter Chariton, der var samtidig med Jesus, skrev en roman, Chaereas og Callirhoe, hvori der indgår mytisk materiale. Heri fortælles det blandt andet, at Chaereas ankom til sin elskede Callirhoes grav ved daggry - kun for at opdage, at graven var tom. Chaereas fortolkede det manglende lig af hans nylig begravede brud som et tegn på, at hun var blevet optaget til himlen og var blevet en gudinde.

#### Den forvandlede krop
Det var en almindelig forestilling i den hellenistiske verden, at de græske og romerske guder kunne forvandle sig, materialisere sig, og forsvinde som de ville. De kunne også stige op til himlen. Det blev set som et tegn på deres guddommelighed, at de havde disse egenskaber og ikke var underlagt den jordiske krops begrænsninger.
Den romerske historiker Titus Livius (59 f.Kr. – 17 e.Kr.) skrev bogen Fra byens grundlæggelse (Ab urbe condita). Her beskrives Roms grundlægger Romulus samt omstændighederne ved hans død. Beskrivelsen minder om evangeliernes beskrivelse af omstændighederne ved Jesus´ død:
”Mens han <Romulus> holdt en forsamling af folket for at gennemgå sin hær på sletten nær Capra-søen, opstod der pludselig en storm med stor torden og lyn og indhyllede kongen i en så tæt tåge, at forsamlingen slet ikke kunne se ham. Efter dette blev Romulus aldrig set igen på jorden. Da bestyrtelsen langt om længe var til ende, og da vejret var blevet klart og fint igen efter en så stormfuld dag, bevarede den romerske ungdom en sorgfuld stilhed i lang tid, som om de var slået af frygten for at blive faderløse, da de så kongetronen tom – selv om de straks troede de fædre, der havde stået ham nærmest, at han var blevet båret op til himlen af stormen. Så, da nogle få havde sat et eksempel, hyldede hele mængden Romulus som en gud, søn af en gud, kongen og faderen for den romerske by. De bønfaldt ham om gunst med bønner om, at han altid med nådig venlighed ville bevare sit afkom.” 

### Missionsbefalingen
I Matthæusevangeliet, kapitel 28, vers 16-20 står missionsbefalingen:
”Men de elleve disciple gik til Galilæa til det bjerg, hvor Jesus havde sat dem stævne. Og da de så ham, tilbad de ham, men nogle tvivlede. Og Jesus kom hen og talte til dem og sagde: ”Mig er givet al magt i himlen og på jorden. Gå derfor hen og gør alle folkeslagene til mine disciple, idet I døber dem i Faderens og Sønnens og Helligåndens navn, og idet I lærer dem at holde alt, som jeg har befalet jer. Og se, jeg er med jer alle dage indtil verdens ende.” 
Denne formulering stammer efter al sandsynlighed ikke fra Jesus. Den treleddede vending ”Faderen og Sønnen og Helligånden” bruges ikke andre steder i evangelierne. Vendingen stammer sandsynligvis fra en senere tid, hvor dogmet om treenigheden var ved at etablere sig.
Missionsbefalingen fra den guddommeliggjorte helt er et mytisk træk, som var almindeligt i den hellenistiske litteratur. Et eksempel findes i Titus Livius´ tidligere omtalte bog Fra byens grundlæggelse (Ab urbe condita). Heri beskrives det, hvad der skete efter Romulus´ fysiske død: Han steg en sidste gang ned til jorden og viste sig for Proculus Julius ved daggry og gav ham en missionsbefaling til romerne: Rom skulle blive verdens hovedstad, og romerne skulle blive verdens dygtigste soldater.
”Romere", siger han <Proculus Julius>, "Romulus, faderen til denne by, steg pludselig ned fra himlen og viste sig for mig denne dag ved daggry. Mens jeg stod fyldt med frygt og religiøs ærefrygt og bønfaldt ham om at tillade mig at se ham ansigt til ansigt, sagde han: ”Gå hen og sig til romerne, at guderne vil det sådan, at mit Rom skal blive verdens hovedstad. Lad dem derfor dyrke krigskunsten, og lad dem vide og overlevere til eftertiden, at ingen menneskelig magt kan modstå de romerske våben.” Da han havde sagt det, forsvandt han op til himlen." Det er overraskende, … hvor meget beklagelsen fra almindelige mennesker og hæren over tabet af Romulus blev lettet, da sikkerheden af hans udødelighed blev bekræftet. 

### Justin
De tidlige kristne fremstillede Jesus, grundlæggeren af deres religion, med de mytiske træk, som var kendt i den hellenistiske litteratur. Herved kunne de tale ind i et mytisk skema, der var kendt for de mennesker, de henvendte sig til. For eksempel var historien om Roms grundlægger Romulus´ død, himmelfart og missionsbefaling almindeligt kendt blandt romerne.
Den kristne kirkefader Justin Martyr (ca. 100 - ca. 165) var bevidst om dette forhold. Han lagde ikke skjul på, at kristendommen indeholdt de samme mytiske elementer som den græske religion og den romerske religion. Han brugte denne kendsgerning i sin argumentation over for romerne: Vi kristne fortæller de samme historier om vores Jesus, som I fortæller om jeres heroer og kejsere. Så hvorfor dræber I os?
Justins Første forsvarsskrift for den kristne religion blev skrevet på et tidspunkt, hvor der var kristenforfølgelser i Romerriget (omkring år 150). Ved at påpege parallellerne i den græske og den romerske religion kunne han appellere til romerne om at acceptere den nye, fremvoksende religion. I skriftet siger han:
”Når vi siger, at Logos, Guds førstefødte, avlet uden samleje, Jesus Kristus, vores lærer, blev korsfæstet, døde, opstod og steg op til himlen, overbringer vi ikke noget nyt i forhold til dem, som I kalder Zeus´ sønner … Hermes, det tolkende ord og lærer for alle; Asclepius, som, selv om han var en helbreder, blev ramt af et lyn og derefter opsteg til himlen; … og Bellerophon, som steg op til himlen på hesten Pegasus. Hvad skal jeg sige om Ariadne og dem, der som hende siges at være sat blandt stjernerne? Og hvad med herskerne, som dør blandt jer, og som I anser for at være værdige til at være udødeliggjort for evigt, og for hvem I bringer nogen frem, som sværger at have set kejseren stige op til himlen fra ligbålet, efter at han var blevet fortæret af ilden?” 
På trods af disse paralleller til de kristne historier fastholder Justin dog, i lighed med senere kristne teologer, at de kristne historier er sande, mens de tilsvarende græsk-romerske historier er falske.

## De antikke historikere

### Josefus
Josefus (”Josef ben Mattias”) var en jødisk historiker (37-100). I hans Jødisk historie (Antiquitates Judaicae), afsnit 18-20, nævnes tre nytestamentlige personer: Johannes Døberen, Jesus og Jakob (Jesu bror). Johannes Døberen får en længere, interessant og lærerig beskrivelse, og Jakob får en enkelt sætning. Beskrivelsen af Jesus har været præget af meget diskussioner angående dens ægthed. Den lyder således:
| „ | Nu var der ved denne tid en vís mand, Jesus, hvis det da er rigtigt at kalde ham en mand, for han var udøver af underfulde gerninger - en lærer, af hvilken man modtager sandheden med nydelse. Han fik mange af jøderne og hedningerne over på sin side. Han var Kristus, og da Pilatus, på forespørgsel af lederne iblandt os, havde dømt ham til korset, så svigtede de, der fulgte ham, ikke, for han viste sig for dem i live på den tredje dag, sådan som de guddommelige profeter havde forudsagt om ham sammen med ti tusind andre ting angående ham, og den kristne gruppe, opkaldt efter ham, er ikke udslukt i dag. | “ |

Af flere årsager virker teksten ikke autentisk med dens stærke bekendelse af Jesus som Kristus og opstandelsen. Tidlige kirkefædre synes ikke at kende dette tekststed, som første gang omtales af Eusebius i 324. Det vides med sikkerhed, at Eusebius forfalskede andre manuskripter, og det er den almindelige opfattelse at dette tekststed er forfalsket af Eusebius eller en af hans forgængere. Om der er tale om en tilføjelse eller en omskrivning af en mindre rosende omtale af Jesus kan ikke afgøres. Skriverne var normalt meget konservative i deres afskrift, og det er svært at finde et eneste sted med tegn på en større bevidst ændring af Josefus’ omfattende værker. Selv om sproget ikke ligner Josefus’, så er der mange kristne, der mener, at Josefus må have skrevet noget af det. Citatet er blevet debatteret i de sidste 600 år, og der er skrevet hundredvis af bøger om det.
Josefus beretter i samme skrift, hvordan ypperstepræsten Ananus ben Ananus i år 62 greb muligheden i fravær af en statholder til at henrette en række mennesker. Deriblandt var også ”broderen til Jesus, den såkaldte Kristus, der kaldes Jakob” (Antiquitates 20,9).
Dette citat anses i almindelighed for at være autentisk, men om Josefus henviser til de kristnes Jesus eller Jesus, søn af Damneus, som Josefus omtaler i den omgivne tekst, og som blev salvet som ypperstepræst, lader sig ikke afgøre. Josefus udtrykker desuden beklagelse over Jakob og de andres død, som han ikke finder retfærdig. Det kunne tyde på, at han har en positiv holdning til Jesus, men hvilken Jesus han omtaler kan ikke afgøres med sikkerhed.

### Tacitus
Den romerske historiker Tacitus nævner de kristne ("chrestianere") omkring 110 i forbindelse med beretningen om Roms brand og siger, at deres navn stammer fra en ”Chrestus, som prokuratoren Pontius Pilatus under herskeren Tiberius havde ladet henrette”. Derefter kritiserer Tacitus religionen som ”den fordærvelige overtro”. (Annaler XV, 44).

### Sveton
Den romerske forfatter Sveton fortæller efter år 130, i sin beretning om kejser Claudius (død 54), at denne ”jagede jøderne fra Rom, som under anstiftelse af en Chrestus bestandig lavede uro”. Ifølge Apostlenes Gerninger mødte Paulus i Korinth nogle af de jøder, som Claudius havde forvist fra Rom, og da Sveton i sine skrifter skelnede mellem jøder og kristne ("christiani") er der en del, der tyder på at "Chrestus" ikke henviser til Jesus, men til en anden person.

## Religiøse kilder

### Paulus
De fleste af Paulus' breve er skrevet omkring år 50-60 og er de første skriftlige vidnesbyrd, vi har om Jesus. Paulus forholder sig imidlertid bemærkelsesværdig tavs angående Jesu liv. Det betyder dog ikke, at han taler om en helt anden Jesus, men derimod viser det, at hans breve ikke er fortællinger om Jesu liv, men derimod om, hvem Jesus var teologisk set, og hvad han betyder. Der gives dog en række oplysninger om Jesus: Han var af Davids slægt (Rom 1,3), han indstiftede nadveren, han blev forrådt (1 Kor 11,23ff), han døde, han blev begravet og opstod på tredjedagen, og han blev set af apostlene og på et tidspunkt af 500 brødre (dvs. kristne) på én gang (1. korintherbrev 15,3-6).

### Andre nytestamentlige skrifter
Hebræerbrevet beretter, at Jesus var af Judas stamme (Hebr 7,14) og døde uden for Jerusalems byport (Hebr. 13,12), at han led og blev fristet (Hebr 2,18; 4,15; 5,8), og at han udholdt korset (Hebr. 12,2).
Apostlenes Gerninger har en række grundlæggende historiske data om Jesu liv.

### Evangelierne
De kanoniske evangelier er så godt som de eneste skrifter, hvor vi hører om Jesu liv. Derfor er spørgsmålet om deres pålidelighed vigtig, hvis der ud fra dem skal sluttes noget om Jesu liv. Affattelsestidspunktet for evangelierne er ukendt, men de regnes af de fleste nytestamentlige forskere for at være skrevet efter år 70, hvilket vil sige over 40 år efter Jesu liv. Det springende punkt i tidsfæstelsen er steder, der menes at forudsige Jerusalems ødelæggelse år 70. Nogle mener, at disse steder må være forfattet efter denne begivenhed. Herimod kan det indvendes, at spørgsmålet om, hvad der præcist forudsiges i disse tekster, er usikkert, og at hvis man vitterlig tror på Jesus som Guds søn, ville han også uden problemer kunne forudsige Jerusalems ødelæggelse i år 70.
På samme måde er der også vidtgående uenighed om, hvor høj grad af pålidelighed, man bør tilskrive de enkelte evangelier.
Markusevangeliet er det ældste og derfor også det evangelium, hvor muligheden for pålideligt vidnesbyrd regnes for at være størst. Evangeliet begynder med Jesu dåb af Johannes Døberen og følger derefter Jesus i et nøje geografisk mønster fra Galilæa til Jerusalem, hvorefter hans død og opstandelse beskrives. Markusevangeliet beretter, at nogle kvinder ved Jesu grav af en engel får at vide, at opstået fra de døde. Kvinderne flygter derefter væk uden at fortælle nogen om hændelsen (Mark 16,5-8).
I Markusevangeliet portrætteres Jesus som den lidende Kristus.
Matthæusevangeliet menes at have benyttet det meste af Markusevangeliet. Dog har Matthæus tilføjet beretninger om Jesu fødsel og tilføjet adskillige taleafsnit til sit evangelium, så evangeliet dermed har den dobbelte længde af Markusevangeliet. Derudover findes der forskellige beretninger om hvordan disciplene møder Jesus efter hans opstandelse. Jesus bliver her (i højere grad end i Markusevangeliet) portrætteret som læreren og som ham, Det Gamle Testamente havde profeteret om.
Lukasevangeliet menes også at have benyttet Markusevangeliet og dens grundstruktur, men dog på en anden måde end Matthæus. Rejsen fra Galilæa til Jerusalem udvides med de såkaldte rejseberetninger. Lukasevangeliet har derudover nogle andre fortællinger om Jesu fødsel og om hans opstandelse end dem i Matthæusevangeliet. Billedet af Jesus i dette evangelium karakteriseres ved, at Jesus er den, der kommer og forkynder et godt budskab for de svage og fattige.
Johannesevangeliet indeholder et helt andet tekstmateriale end i de øvrige evangelier. Grundstrukturen er her dannet ud fra fire besøg, som Jesus aflagde i Jerusalem. Jesus beskrives som det guddommelige ord (logos), der oplyser ethvert menneske. (Joh. 1,1-18)

### Apokryfe evangelier
Der findes en række evangelieskrifter, der ikke er optaget i Bibelen (f.eks. Thomasevangeliet og Judasevangeliet). Disse kaldes ”apokryfe evangelier” ("skjulte evangelier") - i modsætning til de fire kanoniske evangelier. De apokryfe evangelier repræsenterer ofte andre strømninger end den traditionelle kristendom. Thomasevangeliet er skrevet omkring år 100, Judasevangeliet omkring 150, altså senere end de kanoniske evangelier. De apokryfe evangelier siger derfor mere om de gnostiske strømninger, som de er udsprunget af, end om Jesus fra Nazaret, og de leverer et noget andet billede af Jesus og kristendommen generelt. De apokryfe skrifter leverer bl.a. et metaforisk syn på Jesu opstandelse, som de mener skal opfattes billedligt, og ikke konkret fysisk, således som de synoptiske evangelier fremstiller den.
Apokryferne, navnlig Jakobs præevangelium, rummer flere beretninger om Jesu barndom. Her beskrives det eksempelvis, hvordan Jesus gør en lerfugl levende, forbander en dreng, så han bliver et træ, og forlænger et bræt, som han netop havde savet forkert over.

## Kristendommens syn på Jesus
Jesus Kristus er hovedpersonen i kristendommen. Ordet ”kristen” kommer fra det græske ord ”Christos”. Selvom der i dag findes mange kristne kirkeretninger, kan der dog stadig siges meget fælles om kirkernes syn på Jesus, særligt så længe der er tale om de tre hovedgrene: Den ortodokse kirke, den katolske kirke og den protestantiske kirke. Det skyldes, at indenfor disse kirkesamfund, og i øvrigt mange af de andre, er det bibelske materiale autoriteten i forståelsen af Jesus. Derved er fremstillingen af Jesus i evangelierne grundlæggende for kristendommen. Det gælder elementer som jomfrufødslen, Jesu mirakler og undervisning, samt hans død, opstandelse, himmelfart og fremtidige genkomst. Dertil kommer titler som ”Kristus, Guds søn” (Mark 1,1), ”verdens lys” (Joh 8,12) og ”Ordet” (Joh 1,1).
Samtidig har de tre hovedgrene inden for kristendommen alle kunnet tilslutte sig de afgørelser angående Jesu væsen og natur, der blev besluttet på de syv økumeniske kirkekonciler. Den nikæno-konstantinopolitanske trosbekendelse, der stammer fra koncilerne i Nikæa 325 og Konstantinopel 381, er derfor fælles for de ortodokse, katolske og protestantiske kirker.

### Jesus – den Opstandne
Ifølge Apostlenes Gerninger var Jesu opstandelse udgangspunktet for apostlenes allertidligste forkyndelse. Det var den der beviste, at Jesus var Herren, Guds søn. Han var den, der havde besejret døden, synden og Djævelen, og som nu er ophøjet og ”sidder ved Faderens højre hånd og skal komme igen i herlighed for at dømme levende og døde, og der skal ikke være ende på hans rige.”  Derfor er fejringen af Jesu opstandelse påskedag den vigtigste højtid i kristendommen, ikke julen.

### Jesu guddommelighed
Allerede i det bibelske materiale bliver der brugt ord om Jesus, der peger på, at Jesus er guddommelig. Det bliver sagt om Jesus, at ”ved ham og til ham er alting skabt. Han er til forud for alt og alt består ved ham” (Kol. 1,17). Jesus bliver tilbedt (Matt. 2,11; 14,33; Luk. 24,52), og givet ”guddommelige” titler som ”Guds søn”, ”den første og den sidste” (Åb. 1,18; 22,13), ”Herren” (Luk. 2,11). Af apostlen Thomas bliver han kaldt ”min Herre og Gud” (Joh. 20,28). Jesus bliver i Joh. 1,1 kaldt "Ordet", der ”var hos Gud og Ordet var Gud”. Jesus blev derfor også betragtet og tilbedt som Gud i oldkirken.

#### Jesus – en person i treenigheden
Tanken om Jesu guddommelighed gav anledning til konflikter inden for kristendommen. Den endelige løsning blev begrebet treenigheden, der blev introduceret af kirkefaderen Tertullian (ca. 155-230). Han sagde, at Gud var tre personer (Faderen, Sønnen og Helligånden) – men kun ét væsen (én substans) – på latin: ”tres personae, una substantia”. Denne forestilling blev anfægtet af Arius, som ikke mente, at Jesus havde eksisteret evigt og derfor ikke var at betragte som Gud.
Kritikken bredte sig hurtigt ud i hele kristenheden, og på trods af kirkemødet i Nikæa i 325 var det først i Konstantinopel i 381, at der kom ro om spørgsmålet. Til dette koncil blev den nikænske trosbekendelse endegyldigt stadfæstet. Her står der, at Jesus ”er født af Faderen før alle tider, Gud af Gud, lys af lys, sand Gud af sand Gud, født, ikke skabt”, og "af samme væsen som Faderen". 

#### Jesu to naturer
Spørgsmålet om, hvordan Jesus kunne være både Gud og menneske, blev det næste store stridsspørgsmål, og her blev konklusionen, at Jesus var både fuldt Gud og fuldt menneske. Det var særlig det økumeniske kirkemøde i Kalkedon i år 451, der formulerede dette dogme, selvom også senere konciler måtte beskæftige sig med spørgsmålet. Andre retninger som adoptionisme, doketisme, monofysitisme, nestorianisme og tilhængere af Apollinaris blev ekskommunikeret fra Kirken. Det førte til de første skismaer i kirken, hvor bl.a. den assyriske kirke (som var nestoriansk) og den koptiske og armenske kirke (som var monofysitiske) blev selvstændige.
Dogmet om Kristi to naturer blev formuleret således i den athanasianske trosbekendelse:
Vor Herre Jesus Kristus, Guds Søn, er Gud og menneske, Gud, født af Faderens væsen før tiderne, og menneske, født af moderens væsen i tiden, fuldkommen Gud, fuldkomment menneske. 

### Jesus – Frelseren
Ifølge kristendommen er Jesus først og fremmest frelseren. Det ligger blandt andet i hans navn (Jesus betyder oprindeligt (på hebraisk) "Jahve frelser"). Han "skal frelse sit folk fra deres synder." (Matt 1,21) Svaret på, hvorfor Jesus døde, er i kristendommen derfor ikke et spørgsmål om historiske begivenheders gang. Det er et spørgsmål om, at Gud ville, at Jesus skulle dø for at bringe en åndelig frelse til verden. Teologer har dog gennem tiden diskuteret spørgsmålet om, hvorvidt en mands (Jesu) død kunne være frelsende for andre mennesker end kristne. 
Svarene, der er givet, er forskellige, sandsynligvis fordi frelsergerningen kan ses ud fra forskellige aspekter, som alle optræder i Det Nye Testamente. Under skolastikken blev dette spørgsmål systematiseret. Der kom to forsoningslærer, der indbyrdes konkurrerede om at være den herskende. Der er bred enighed blandt kristne om, at menneskets synd kræver en eller anden forsoning mellem Gud og mennesket, og at denne forsoning blev tilvejebragt af Gud gennem Kristus. Uenigheden opstår, når man begynder at forklare, hvordan denne forsoning foregår.
Det ene forsoningslære er Anselm af Canterburys (død ca. 1100) objektive forsoningslære, der siger, at forsoningen skete ved, at Jesus på korset stedfortrædende tog menneskehedens straf på sig og sonede deres synd over for Gud. Peter Abélards subjektive forsoningslære siger derimod, at det er menneskers efterfølgelse af Jesu forbilledlige kærlighedsoffer, der skaber forsoningen.
Imidlertid har Gustav Aulén i 1930 argumenteret for, at det i den tidlige kirke og hos Luther særligt var den klassiske forsoningslære, der var fremherskende. Her ses forsoningen og frelsen mest igennem lyset af Jesu sejr over fordærvsmagterne – døden, synden og Djævelen.
Dog er alle disse elementer til stede i det bibelske materiale, og derfor kan disse forsoningslærer ses som forskellige aspekter af den kristnes soteriologi (lære om frelsen), hvor det ene ikke udelukker det andet. Den objektive og den klassiske forsoningslære ses f.eks. side om side i dette citat fra Kol 2,14-15: ”Han slettede vort gældsbevis med alle dets bestemmelser imod os; han fjernede det ved at nagle det til korset; han afvæbnede magterne og myndighederne, stillede dem offentligt til skue og førte dem i sit triumftog i Kristus.”
Den subjektive forsoningslære ses i f.eks. Filipperbrevshymnen i Fil 2,5-11, hvor der står:
I skal have det sind over for hinanden, som var i Kristus Jesus, han som havde Guds skikkelse, ... ydmygede sig og blev lydig indtil døden på et kors. (Fil 2,5-6a.8)
Dog er det tvivlsomt om denne efterligning af Jesu sind, noget sted i Bibelen bliver set som frelsende og forsonende overfor Gud (selvom den vil være forsonende i menneskelige relationer). Man kan i det hele taget spørge, om ikke den subjektive forsoningslære tager frelserrollen væk fra Jesus og lægger den over på menneskerne.
Den subjektive forsoningslære er særligt fremherskende i de teologiske strømninger, der betvivler Jesu opstandelse og vender sig bort fra tanken om Guds krav om et blodigt stedfortrædende offer for menneskeheden. Den klassiske forsoningslære er den mest fremtrædende i den ortodokse kirke, der derfor ofte tillægger Jesu opstandelse den største betydning. Den objektive forsoningslære er derimod særligt tydelig i de katolske og protestantiske kirker, der følgelig lægger særlig vægt Jesu lidelse og død. Det er også på den baggrund, at blodmystik og passion til tider ofte har haft stor betydning i visse kirkesamfund. Eksempelvis kommer det meget tydeligt frem i nogle herrnhutiske digte, og i 2100-tallet i Mel Gibsons film The Passion of the Christ fra 2004.

## Jesus i Islam
Jesus er en central person i Koranen, hvor han kaldes ‘Isa (arabisk: عيسى) og omtales 25 gange. Islam anser Jesus for at være en af Allahs væsentligste budbringere, og anerkender en række kristne dogmer om Jesus, herunder jomfrufødslen og Jesu mirakler. Islamisk ortodoksi lærer desuden at Jesus blev ophøjet til himmelen og at han skal komme igen ved tidernes ende. Jesus kaldes elleve gange i Koranen for al-Masih (arabisk المسيح, dvs. messias eller kristus) og kaldes desuden Kalimat-Allah, dvs. Guds ord, hvilket er en titel, der også forbindes med Jesus i det kristne Johannesevangelium.
Imidlertid benægter Koranen andre af kristendommens dogmer om Jesus. Det angår særligt dogmer om Jesu guddommelighed og forhold til Gud. Islam afviser at Jesus er Guds søn eller inkarnation samt at Gud er treenig. Mange muslimske lærde benægter desuden Jesu korsfæstelse på grund af Koranens sura 4,158, hvori der står at:
"[jøderne] har sagt: Sandelig, vi har myrdet Messias, Jesus, Marias søn, Allahs sendebud! – De myrdede ham ikke, og de dræbte ham ikke ved korsfæstelsen, men han forekom dem (død). Og de, som var uenige derom, er visselig i tvivl derom. De har ingen (sikker) viden, men følger (kun) en formodning, og de dræbte ham visselig ikke."
Om end det er synspunktet blandt størstedelen af autoritative muslimske lærde, at denne passage afviser Jesu korsfæstelse, kan passagen også fortolkes som et udtryk for Jesu opstandelse fra de døde ("de dræbte ham ikke ved korsfæstelsen, men han forekom dem (død)").
Foruden Koranens vidnesbyrd om Jesus, anerkender Islam desuden delvis de kanoniske evangelier som del Islams hellige skrifter, om end de betragtes som fejlbarlige, i modsætning til Koranen. Passager i Det Nye Testamente som flugter med og uddyber Koranens forståelse af Jesu virke og forkyndelse accepteres derfor, mens passager der er i modstrid hermed afvises som forfalskninger. Forskere spekulerer i, om tidlige muslimer havde adgang til andre evangelietekster end de kanoniske, og om de evt. var under indflydelse fra kristne kætterier, f.eks. arianerne, som også afviser Jesu guddommelighed.

## Billeder af Jesus
En 30 m høj statue af Kristus, ”Cristo Redentor” (”Kristus Forløser”), kan ses i Rio de Janeiro. I Cochabamba i Bolivia står den 34,2 m høje Cristo de la Concordia (sp.: Harmoniens Jesus). Men der findes ingen billeder og figurer af ham fra hans egen tid.